# 蘇丹慕扎法沙
蘇丹慕扎法沙（？—1459年），中國《明史》譯作速魯檀無答佛哪沙，本名拉惹卡西姆（Raja Kassim），為馬六甲王朝的第五任蘇丹。他在1446年至1456年間在位。
拉惹卡西姆是蘇丹莫哈末沙之子，由次妃敦烏提（Tun Wati）所生。 1444年其父去世，王后所生的幼弟拉惹易卜拉欣繼承王位，由拉惹羅坎（Raja Rokan）輔政，將拉惹卡西姆貶操捕魚之業。 1445年末，拉惹卡西姆在印度穆斯林商人毛拉納·哲拉魯丁和舅父敦阿里（Tun Ali）的策劃和支持下，利用海商水手殺死拉惹羅坎和幼王拉惹易卜拉欣。 1446年拉惹卡西姆正式登上王位，繼任為馬六甲第五任君主，自稱蘇丹，取尊號為蘇丹慕扎法沙，成為馬六甲第一個採用蘇丹稱號的君主。
蘇丹慕扎法沙英明有為，他登位後，他下令高級官員執行父王制定所有的習俗、傳統和禁令。蘇丹穆扎沙阿跟宰相斯里阿瑪迪拉惹（Seri Amar Diraja）的女兒結婚，並生了一個名叫拉惹阿都拉的兒子。他又得雄才大略的敦霹靂的輔助，如虎添翼，國勢日益強盛。
當宰相斯里華拉惹一世（Seri Wak Raja I）死後，蘇丹委任前任宰相的兒子Tun Perpatih Sedang為新任宰相，其封號為斯里華拉惹二世（Seri Wak Raja II）。然而，斯里華拉惹二世誤以為蘇丹不喜歡他，於是喝毒藥自殺。他留下了一名女兒敦古度（Tun Kudu）和兩個兒子：敦霹靂和Tun Perpatih Patih。蘇丹慕扎法沙後來娶了敦古度。敦霹靂當時沒有擔任任何職位，蘇丹慕扎法沙在1445年任命敦霹靂為馬六甲駐巴生的土司。敦阿里擔任馬六甲宰相和軍隊正司令，敦奧瑪（Tun Omar）為軍隊副司令，宮廷中由泰米爾人執政。
1446年，暹羅從首都阿瑜陀耶（大城）從陸路經彭亨襲擊馬六甲。面對未來可能發生的威脅，敦霹靂帶領他的人民從巴生到馬六甲，並運用以逸待勞的戰略，使敵軍不支而退。他的領導才能和決斷已引起蘇丹的高度重視。蘇丹很希望看到馬六甲繼續發展和成長，敦霹靂於是被任命為馬六甲宰相。
敦霹靂在政治舞台的崛起引起了他和敦阿里之間的緊張關係。這兩位領袖之間的宿怨可能導致馬六甲人之間不團結，蘇丹慕扎法沙一直跟敦阿里對話。當時敦阿里是一個鰥夫，已年老。敦阿里同意繼續在宮廷服務，並娶敦霹靂的姐妹敦古度為妻。敦古度是蘇丹的一位妻子，蘇丹慕扎法沙亦為了政治穩定同意與妻子敦古度離婚，敦古度亦同意為了國家的福祉與敦阿里結婚。蘇丹慕扎法沙和敦古度的犧牲並沒有白費。敦阿里和敦霹靂成了親密的朋友，並一直致力於在馬六甲的發展。不久，敦阿里奏請蘇丹任命敦霹靂為宰相。因此，敦蘇丹在1456年正式任命敦霹靂為宰相，成功調解馬來大臣和印裔穆斯林大臣之間的紛爭。
蘇丹慕扎法沙加強軍隊建設，擴充艦隊，控制了馬六甲的海岸，並派兵從西北攫取雪蘭莪作為糧食基地，又穿過馬六甲海峽控制了蘇門答臘海岸的戰略要衝，成為該地區的霸主。 1455年派遣使節獻「貢馬及方物」，與中國明朝通好。他除發展農業、漁業和手工業外，大力發展對外貿易，馬六甲成為中國、印度和阿拉伯商人之間的重要貿易橋樑。他鑄造統一的阿拉伯文錫幣，正面為「蘇丹慕扎法沙」，背面為「宇宙與伊斯蘭教之救主」。他在位時，伊斯蘭教沿著蘇門答臘和爪哇各港口迅速傳播開來。曾下令要全國穆斯林遵守伊斯蘭教法典，規定古爾邦節和開齋節為法定節日，並指派伊斯蘭教學者擔任首都和各地的教長(蘇南)，賜予所轄的教區領地。他在升旗山建王宮並附設清真寺，帶領宮廷大臣履行宗教功課，每遇伊斯蘭教節日，在宮前廣場亭內同穆斯林一起聚禮祈禱。蘇丹慕扎法沙奉伊斯蘭教為國教，從而馬六甲王國完成了伊斯蘭化進程。
儘管暹羅上次從陸路進攻擊馬六甲失敗了，1456年，國王Boromo Trilokanat的統治時期，暹羅曾計劃從海路攻擊馬六甲。當馬六甲政府知道這個計劃，它已經準備海軍，並決定在峇株巴轄攻擊暹羅。敦霹靂率領的軍隊由敦哈姆扎（Tun Hamzah）和一位叫拿督邦谷（Datuk Bongkok）的戰士協助，雙方之間發生了激烈的戰鬥，這是馬六甲的首戰。然而，馬六甲在技能和知識方面的優勢，已成功地把暹羅部隊從新加坡撤回。馬六甲在這場戰爭中的勝利在戰略上為馬六甲擴大其在馬來群島影響力，戰勝暹羅也帶來了政治穩定和加強馬六甲在東南亞的聲譽。
蘇丹慕扎法沙在1459年於馬六甲去世，其墓碑至今仍然尚存于马六甲。。

## 外部連結
- The Siamese Wars with Malacca During the Reign of Muzaffar Shah　G. E. Marrison　Journal of the Malayan Branch of the Royal Asiatic Society　Vol. 22, No. 1 (147) (March 1949), pp. 61-66
- 明史．列传第二百十三．外國六 （页面存档备份，存于）